# مانینینی
مانینینی (به انگلیسی: Moneyneany) یک روستا در بریتانیا است. مانینینی ۱٬۳۶۹ نفر جمعیت دارد.